# Deus scientiarum Dominus
Apoštolská konstituce Deus scientiarum Dominus je dílo papeže Pia XI., podepsané 24. května 1931 a vyhlášené Kongregací pro semináře a univerzity.
Cílem této konstituce bylo podpořit dokonalost církevních studií zavedením jednotnosti cílů, metod a forem výuky na všech fakultách a univerzitách; zároveň poskytnout široký a pevný základ pro základní teologické vzdělání a zajistit stálou hodnotu doktorátu.
K dosažení těchto záměrů byly stanoveny čtyři hlavní cíle: jasněji specifikovat, co je účelem církevních středisek vyššího vzdělávání; stanovit metodu, která je vnímána jako v podstatě stejná ve všech střediscích, přestože respektuje specifické využití každého regionu; požadovat jednotu, které konstituce věnuje velkou část svých předpisů; a konečně snaha reagovat na potřeby okamžiku, ve kterém byla vydána a který odpovídá na moment výzvy myšlenkového vývoje vně i uvnitř církve.
Konstituce kladla zvláštní důraz na to, aby každá fakulta měla svou vlastní knihovnu, a požadovala mít knihovnu „uzpůsobenou k užívání učitelů a studentů, která je uspořádaná, opatřená příslušnými katalogy, která může sloužit k výuce a studiu různých oborů fakulty a také ke cvičením studentů“. Projednávaly se také otázky jako složení, neustálé pořizování nových fondů a potřeba mít ekonomický kapitál, regulace nebo různé způsoby využívání knihovny.